# Colibri d'Anna
Calypte anna
Espèce
Statut de conservation UICN

 LC  : Préoccupation mineure
Statut CITES
Le Colibri d'Anna (Calypte anna) est une espèce d'oiseaux appartenant à la famille des Trochilidae.

## Nomenclature
Le nom de l'espèce a été donné par René Primevère Lesson en l'honneur de la femme du deuxième duc de Rivoli, grand collectionneur d'oiseaux), Anna de Belle Masséna (1802-1887).

## Description
Cet oiseau mesure 10 à 11 centimètres de longueur. Il a le dos vert bronze, la poitrine gris pâle et le ventre et les flancs verts. Son bec est long, droit et fin. Le mâle adulte a une couronne et la gorge d'un rouge irisé cramoisi, la queue noire légèrement fourchue. C'est la seule espèce de colibris d'Amérique du Nord dotée d’une couronne rouge. Les femelles et les juvéniles ont une couronne verte, la gorge grise avec quelques taches rouges, la poitrine et le ventre gris, et la queue noire arrondie avec du blanc sur l'extrémité des rectrices externes. Le plumage sur le cou et la tête change de couleur en fonction de l'orientation, c'est un phénomène d'iridescence.

## Alimentation
Ces oiseaux se nourrissent du nectar des fleurs en utilisant leur longue langue extensible. Ils consomment également de petits insectes qu'ils attrapent en vol. Ils visent l'insecte en ouvrant largement leur bec. Cette technique a un meilleur taux de succès que d'essayer de viser l'insecte avec leur long bec fin.
En collectant du nectar, ils aident aussi à la pollinisation des plantes. Cette espèce consomme parfois la sève des arbres.

## Répartition

Carte de répartition de l'espèce
Zone d'hivernage
Zone de nidification et d'hivernage

Cet oiseau se trouve au Canada, aux États-Unis et au Mexique.

## Galerie

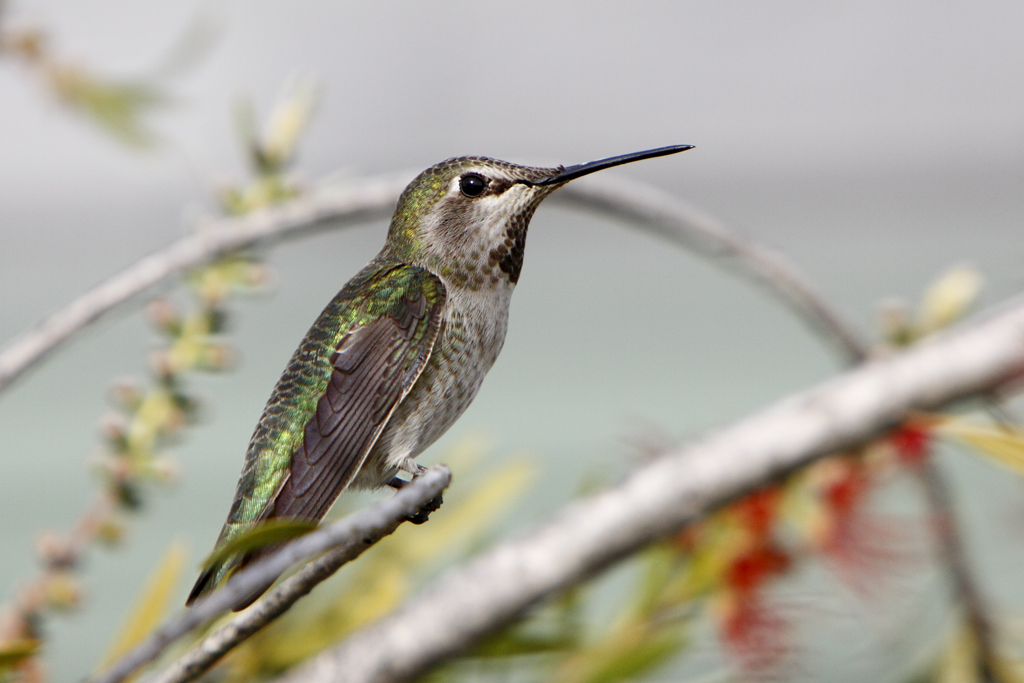
Femelle
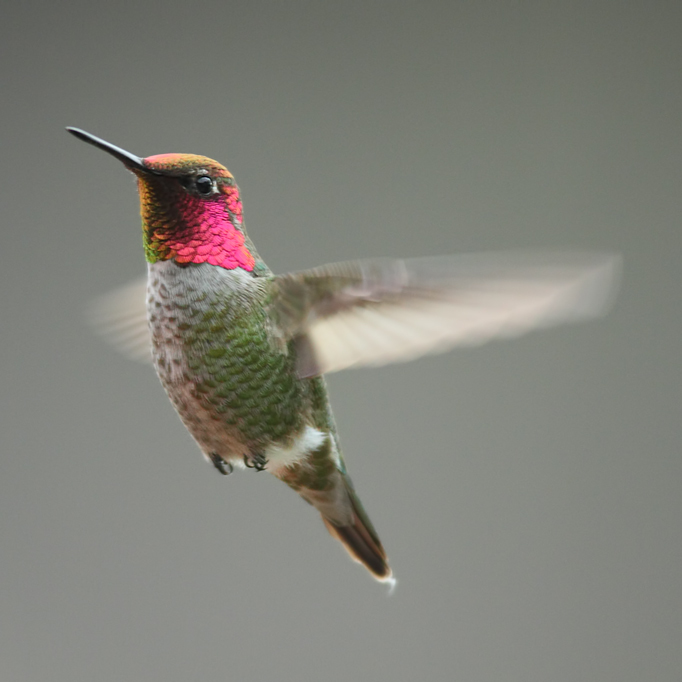
Mâle en vol
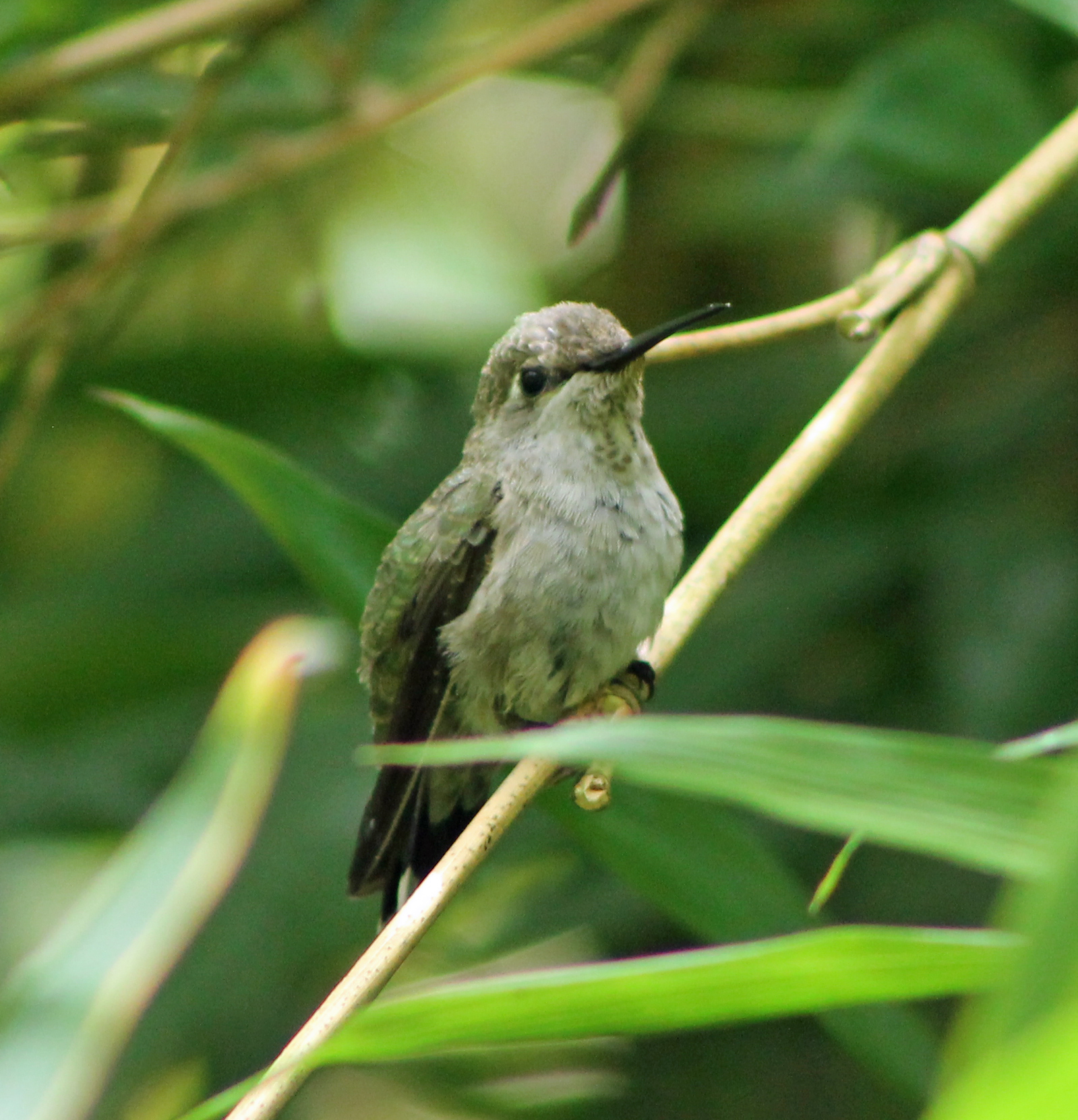
Juvénile
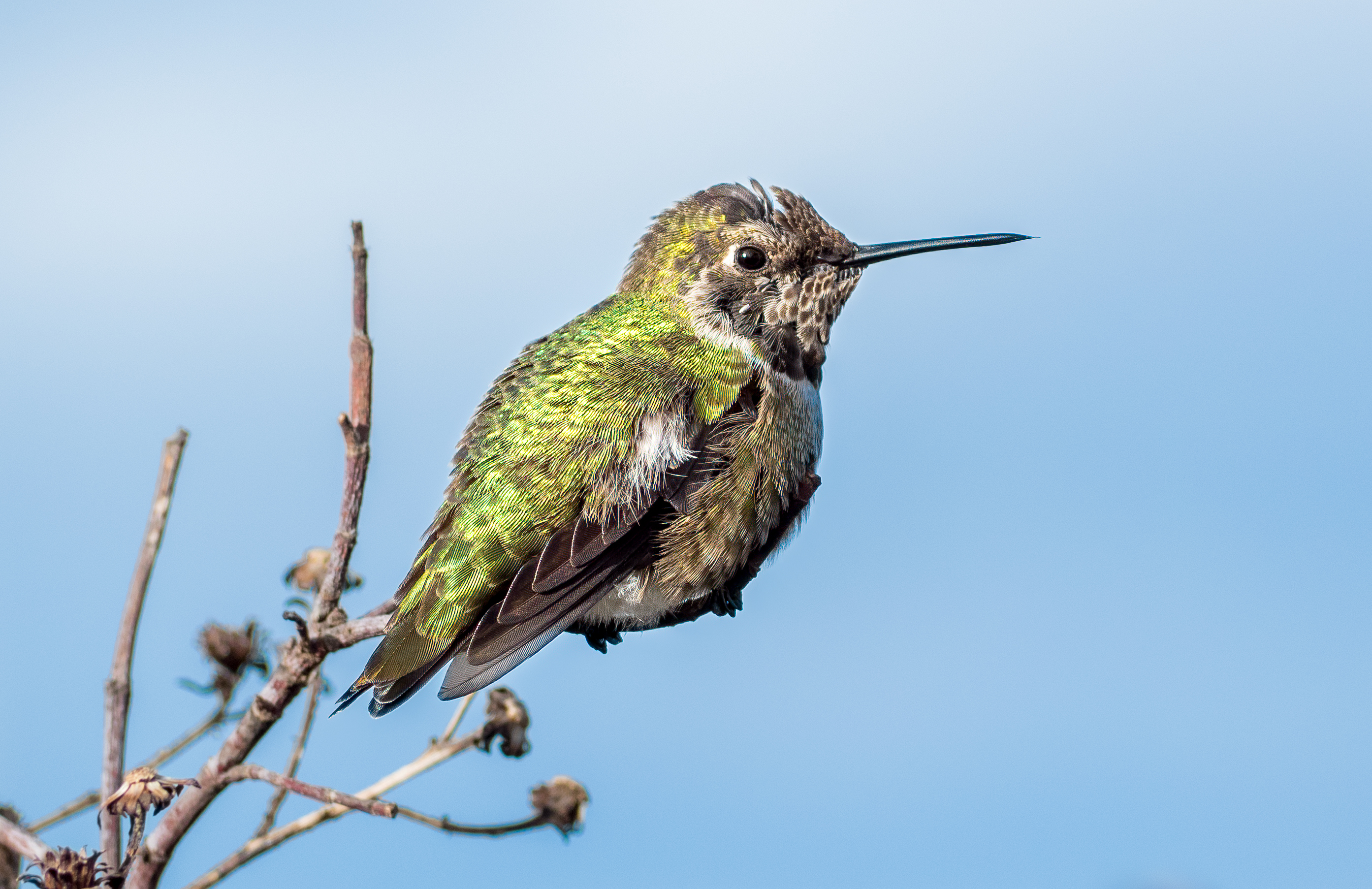
À Pacifica (Californie). Février 2019.